# Peter Withe
Peter Withe (* 30. August 1951 in Liverpool, England) ist ein ehemaliger englischer Fußballspieler und späterer -trainer. Bekannt wurde der ehemalige Mittelstürmer dabei vor allem durch seinen entscheidenden 1:0-Siegtreffer für Aston Villa im Endspiel des Europapokals der Landesmeister von 1982 gegen den FC Bayern München. Für den Fußball war und ist er in weiten Teilen der Welt aktiv. Nach Spielerstationen in Südafrika und den Vereinigten Staaten wurde er später Nationaltrainer in Thailand und Indonesien.

## Karriere als Fußballspieler
Nachdem Withe zuvor für viertklassige Vereine – den FC Southport sowie den AFC Barrow – gespielt hatte, zog es ihn im Alter von nur 20 Jahren gemeinsam mit seiner Frau Kathy nach Südafrika. Dort spielte er für Port Elizabeth City FC und den Arcadia Shepherds FC aus Pretoria, wo er 1973 Ausländischer Spieler des Jahres in Südafrika wurde, ehe er im November 1973 nach England zurückkehrte.
Die folgenden zwei Spielzeiten absolvierte Withe für die Wolverhampton Wanderers. Erst nach einem Gastspiel in der damaligen US-amerikanischen North American Soccer League („NASL“) bei den Portland Timbers im Jahr 1975 – wo ihm 17 Tore in 22 Spielen gelangen – und der anschließenden Rückkehr nach England zum Erstligisten Birmingham City begann ab der Saison 1975/76 ein stetiger sportlicher Aufstieg. Neun Meisterschaftstoren folgte kurz nach Beginn der anschließenden Saison der Wechsel in die Zweitklassigkeit zu Nottingham Forest, das zu dieser Zeit von Brian Clough trainiert wurde.
Binnen zweier Spielzeiten stieg Withe mit seinem neuen Verein in die oberste englische Spielklasse auf und gewann dort auf Anhieb die englische Meisterschaft. Dennoch verließ er zum Anfang der Saison 1978/79 seine Erfolgsstätte wieder und schloss sich dem Zweitligisten Newcastle United an. Dadurch verpasste er den zweifachen Erfolg von Nottingham Forest im Europapokal der Landesmeister 1978/79 und im Europapokal der Landesmeister 1979/80. Der Aufstieg in die First Division blieb ihm in den zwei Jahren verwehrt und Withe wechselte im Mai 1980 erneut seinen Klub – nun in Richtung des Erstligisten Aston Villa.

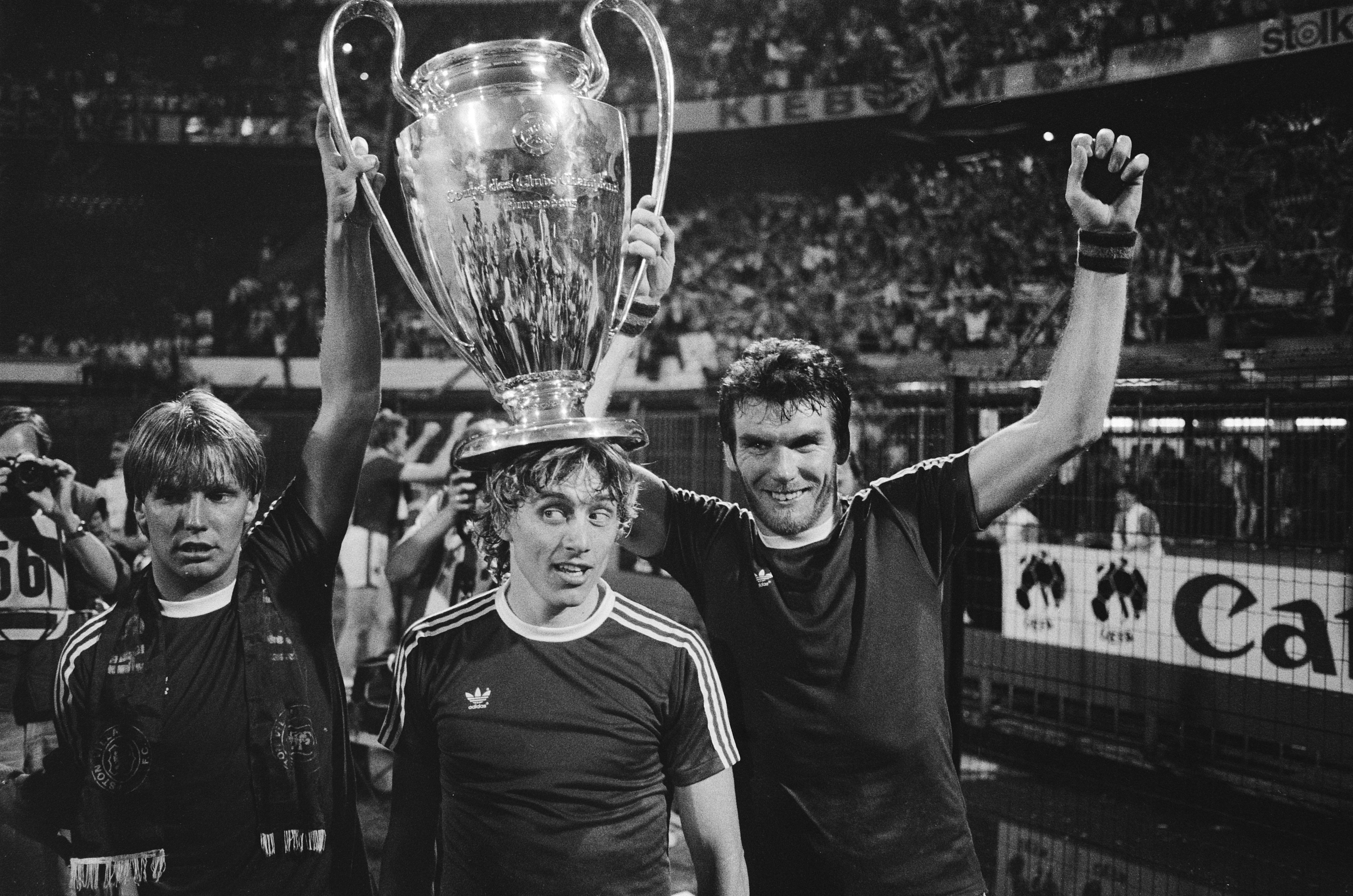
Peter Withe (r), Gary Shaw und Tony Morley 1982 mit dem Europapokal der Landesmeister

Dort steuerte er 20 Ligatreffer in der Saison 1980/81 bei und war maßgeblich daran beteiligt, dass sein Verein die Meisterschaft gewinnen konnte. Im Jahr darauf krönte Withe seine bisherige Laufbahn mit dem Gewinn des Europapokals der Landesmeister und schoss im Finale gegen den deutschen Meister FC Bayern München im Rotterdamer Stadion „De Kuip“ in der 67. Spielminute das entscheidende Tor zum 1:0-Sieg seiner Mannschaft. Ein weiterer Höhepunkt in diesem Jahr sollte für ihn – kurz nach seinem Debüt am 12. Mai 1981 gegen Brasilien – die Teilnahme an der Fußball-Weltmeisterschaft 1982 in Spanien sein. Obwohl er der erste Spieler von Aston Villa war, der zu einer WM-Endrunde nominiert wurde, kam er im Turnier selbst für die englische Nationalmannschaft aber nicht zum Einsatz.
In den anschließenden drei Jahren bei Aston Villa konnte Withe keine weiteren nennenswerten Erfolge mehr feiern und wechselte im Juli 1985 zum Zweitligisten Sheffield United. Im November 1984 hatte er zuvor sein elftes und letztes Länderspiel gegen die Türkei absolviert und anschließend seine Nationalmannschaftslaufbahn beendet (insgesamt gelang ihm dabei nur ein Treffer gegen Ungarn). Der mittlerweile 34-jährige Withe spielte dort bis 1989 in der zweiten und dritten Liga und ließ danach bei Huddersfield Town seine Fußballspielerkarriere ausklingen.

## Trainerlaufbahn
Bei Huddersfield Town übernahm Withe ab 1990 auch erste Betreuersaufgaben unter dem Trainer Eoin Hand und kehrte ein Jahr später an seine Wirkungsstätte zu Aston Villa zurück, wo er kurzzeitig unter Jozef Vengloš arbeitete. Seine erste Cheftrainerstelle übernahm er dann – nach vorheriger Kotrainertätigkeit – im Oktober 1991 beim FC Wimbledon als Nachfolger von Ray Harford. Dort konnte er jedoch in insgesamt vier Monaten nur ein Spiel gewinnen konnte und ging schnell wieder nach Birmingham zurück, um dort künftig als Chefscout im Nachwuchsbereich zu arbeiten.
Im Jahre 1998 übernahm er das Amt des Nationaltrainers in Thailand, obwohl die Nation zu dieser Zeit von dem Weltfußballverband FIFA – gemeinsam mit Indonesien – für internationale Spiele gesperrt war. Beide Mannschaften hatten sich in einer Tiger-Cup-Partie – die Indonesien schließlich durch ein Eigentor mit 1:0 für sich entschied – geweigert zu gewinnen, da im Falle des Sieges ein Auswärtsspiel gegen Vietnam in Hanoi „gedroht“ hatte. Withe leistete in Thailand grundlegende Entwicklungsarbeit im Fußballbereich und führte seine Mannschaft in den Jahren 2000 und 2002 schließlich zu zwei Tiger-Cup-Trophäen. Sein Engagement endete schließlich mit einer Niederlage gegen die Vereinigten Arabischen Emirate, wodurch die Qualifikation für das olympische Fußballturnier in Athen misslang. Vordergründig warf ihm der Präsident des thailändischen Fußballverbands jedoch vor, sich durch das Tragen von Shorts unpassend gekleidet zu haben und suspendierte ihn im weiteren Verlauf dieser „Affäre“.
Withe zog mit seiner Frau ins australische Perth, akzeptierte aber nur ein Jahr später ein Angebot des indonesischen Verbands zur Übernahme der dortigen Nationalmannschaft. Auch dort leistete Withe in der Folgezeit wichtige Pionierarbeit und half zudem beim Wiederaufbau in dem durch das Seebeben im Indischen Ozean schwer in Mitleidenschaft gezogene Land.

## Erfolge
- Europapokalsieger der Landesmeister: 1982
- Europäischer Supercupsieger: 1982
- Englischer Meister: 1978, 1981
- Tiger Cup-Sieger: 2000, 2002

- Ausländischer Spieler des Jahres in Südafrika: 1973